# 哥吉拉島
《哥吉拉島》，是1997年10月6日～1998年9月30日，在日本東京電視台每週平日7時25分段播出的特攝劇集，全256集

## 登場怪獸
- 哥吉拉
- 哥吉拉二世
- 安基拉斯
- 摩斯拉（幼蟲、成蟲）
- 拉頓
- 哥羅龍
- 西薩王
- 巴拉剛
- 機械哥吉拉
- 摩傑拉
- 噴射積格
- 王者基多拉
- 巴特拉（成蟲）
- 梅加洛
- 戴斯特洛伊亞
- 太空哥吉拉
- 黑多拉
- 卡馬奇拉斯
- 蓋剛
- 多哥拉
- X星人
- M宇宙狩人星雲人